# Nymphalis prochnovi
Nymphalis prochnovi är en fjärilsart som beskrevs av Pronin 1928. Nymphalis prochnovi ingår i släktet Nymphalis och familjen praktfjärilar. Inga underarter finns listade i Catalogue of Life.